# 萝藦属
萝藦属（学名：Metaplexis）是夹竹桃科萝藦亚科下的一个属，为缠绕状亚灌木植物。该属共有约6种，分布于亚洲东部。

## 物种
本属包括以下物种：
- 萝藦 Metaplexis japonica
- 华萝藦 Metaplexis hemsleyana